# Carlos Meléndez

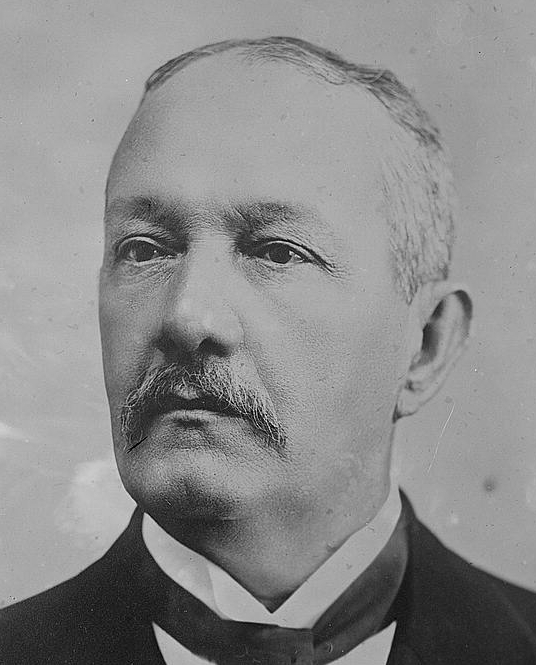
Carlos Meléndez

Carlos Meléndez Ramirez (1 de fevereiro de 1861 - 8 de outubro de 1919) foi presidente de El Salvador de 9 de fevereiro de 1913 a 29 de agosto de 1914 e de 1 de março de 1915 a 21 de dezembro de 1918.
Era irmão de Jorge Meléndez e cunhado de Alfonso Quiñónez Molina. Carlos Melendez foi o iniciador do período conhecido na história de El Salvador como a dinastia Meléndez-Quiñónez (1913-1927), período em que o poder permaneceu nas mãos dos poderosos membros desta família latifundiária.
Devido a problemas de saúde, o presidente Meléndez renunciou antes do término do período de quatro anos, para o qual tinha sido eleito e teve que viajar para os Estados Unidos para tratar a sua doença. Naquele país, morreu em 1919.